# Gralak
Paulo Sérgio Gralak, né le 18 septembre 1969 à Reboucas (État du Paraná), est un footballeur brésilien célèbre pour sa puissance de frappe. Il jouait défenseur central.

## Carrière joueur
- 1988-1989 : Pinheiro-PR ( Brésil)
- 1989-1993 : Paraná Clube   ( Brésil)
- 1993-1994 : SC Corinthians ( Brésil)
- 1994-1995 : Coritiba FC  ( Brésil)
- 1996-1998 : Girondins de Bordeaux  ( France)
- 1998-2001 : Istanbulspor  ( Turquie)

## Palmarès
- Champion de l'État du Parana avec Paraná Clube ( Brésil) : 1991, 1993
- Champion du Brésil Série B avec Paraná Clube ( Brésil) : 1992
- Finaliste de la Coupe de la Ligue avec les Girondins de Bordeaux ( France) : 1997, 1998.